# Pahlen
Pahlen település Németországban, Schleswig-Holstein tartományban. Lakosainak száma 1160 fő (2023. december 31.).

## Népesség
A település népességének változása:
| Lakosok száma | 1056 | 1169 | 1152 | 1149 | 1153 | 1153 | 1160 |
|               | 1975 | 2014 | 2017 | 2019 | 2021 | 2022 | 2023 |